# Attentat de 1981 contre une synagogue d'Anvers
L'attentat de 1981 contre une synagogue d'Anvers est un attentat à la voiture piégée devant une synagogue d'Anvers, rue Houvenier, qui fit 3 morts et entre 60 et 100 blessés, le 20 octobre 1981.

## L'attentat
Le 20 octobre 1981, un van garé devant la synagogue de la rue Hovenier au cœur du quartier du diamant à Anvers, explose à 9 heures du matin peu avant l'office de la fête de Sim'hat Torah,, qui se tient dans cette synagogue. L'explosion en souffle les doubles portes et les vitraux, ouvre la façade d'une bourse aux diamants qui en est mitoyenne et détruit vitrines et fenêtres dans un rayon de 500 mètres. Des voitures et des camions prennent feu. La charge d'explosif sera évaluée à cent kilos de pentrite soit dix fois plus que pour l'attentat de la rue Copernic.

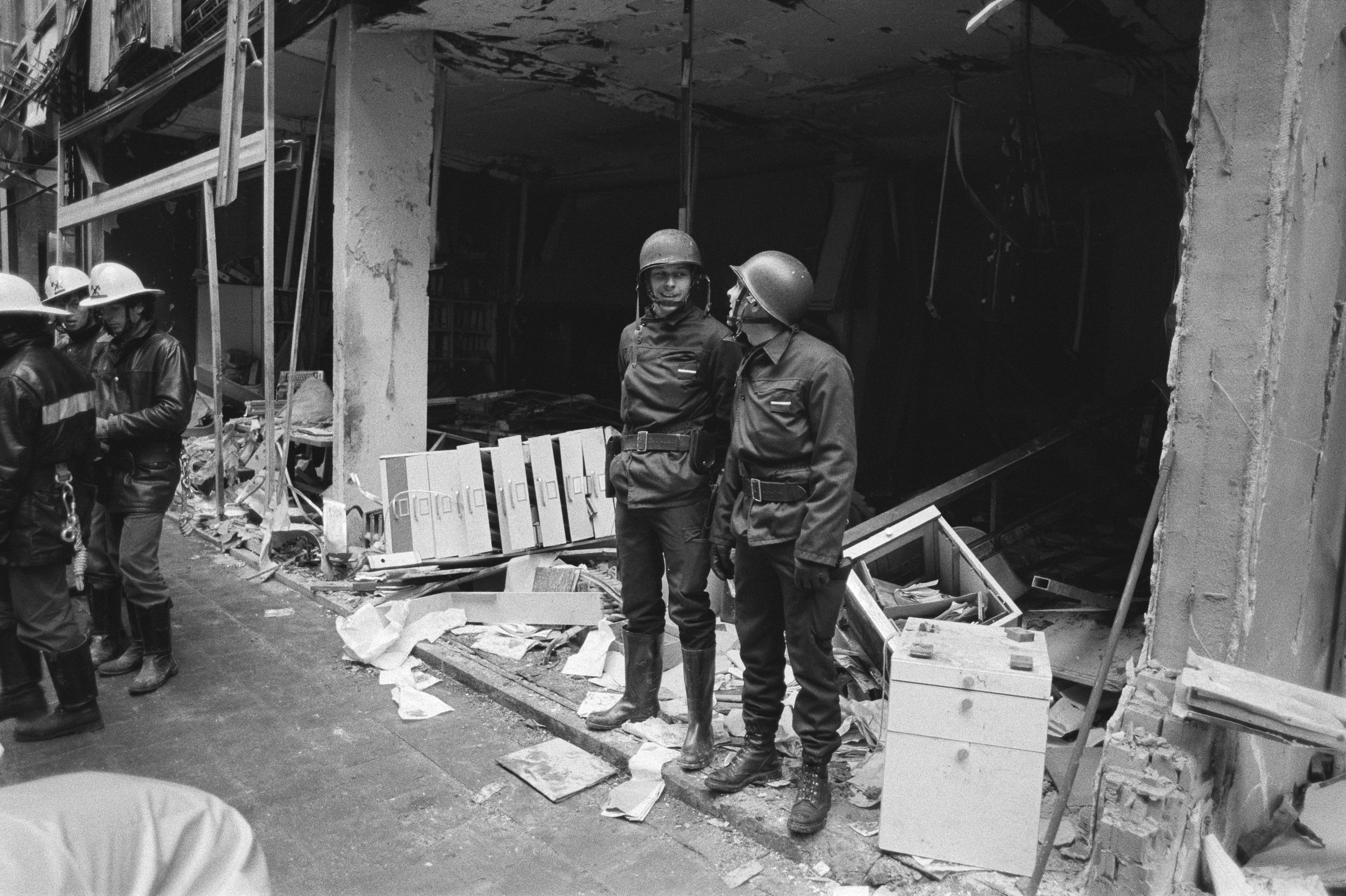
Pompiers dans les décombres

## Réactions
Le Premier ministre belge, Mark Eyskens, évoque « un jour dramatique pour [le] pays ». La reine Fabiola rend visite aux blessés hospitalisés. L'ambassade israélienne dénonce le « terrorisme palestinien aveugle » et « les acrobaties sémantiques d'Arafat » et l'OLP juge les accusations israéliennes « calomnieuses et inadmissibles ». Le Premier ministre français, Pierre Mauroy condamne l'attentat.
À Anvers, les critiques fusent contre le manque de vigilance des autorités, particulièrement parmi les riverains.

## L'enquête
L'attentat, qui se déroule presque un an jour pour jour dans le calendrier juif après l'attentat de la rue Copernic est revendiqué par un groupe belge qui dit se nommer Action directe, section belge, dont la police belge n'a jamais entendu parler. Les polices belge et française soupçonnent rapidement le Front populaire de libération de la Palestine - Commandement spécial. Le groupe palestinien Septembre noir a revendiqué l'attaque. 
Les auteurs de l'attentat n'ont jamais été arrêtés. En 2011, la police française soupçonnait toujours un possible lien avec l'attentat de la rue Copernic.